# Majdan Stuleński (przystanek kolejowy)
Majdan Stuleński – przystanek osobowy w miejscowości Majdan Stuleński na linii kolejowej nr 81, w województwie lubelskim, w Polsce. Przystanek został otwarty 26 czerwca 2015, znajduje się tutaj jeden jednokrawędziowy peron.

## Ruch pasażerski
| Rok  | Wymiana pasażerska na dobę |
| ---- | -------------------------- |
| 2017 | 0-9                        |
| 2022 | 0-9                        |